# Alice Rossi
Pour les articles homonymes, voir Rossi.
Alice S. Rossi (née Alice Schaerr) est une sociologue et une féministe née le 24 septembre 1922 à New York et morte le 3 novembre 2009 à Northampton dans le Massachusetts.
Son article de 1964 Equality between the sexes : an immodest proposal connaît un certain retentissement.

## Biographie
Née en 1922 à New York, issue d'une famille allemande luthérienne émigrée aux États-Unis, Alice Rossi étudie la sociologie à l'université Columbia jusqu'en 1951. Puis elle se consacre à la vie de sa famille à Chicago. Multipliant aussi les emplois précaires, elle constate les discriminations professionnelles subies par les femmes.
En 1964, elle publie l'article Equality between the sexes : an immodest proposal dans lequel elle propose de redéfinir les rôles genrés. L'article a un certain retentissement.
En 1966, elle fonde la National Organization for Women avec Betty Friedan.
Elle devient professeure associée au Goucher College (en) en 1969.
En 1974, elle quitte le Goucher College et devient titulaire de la chaire de sociologie Harriet Martineau à l'université du Massachusetts à Amherst.
En 1982, elle devient présidente de l'Association américaine de sociologie. Elle est lauréate du prix Jessie Bernard en 1983.
Elle décède d'une pneumonie à l'âge de 87 ans à Northampton dans le Massachusetts.

## Publications
- 1973 : The Feminist Papers: From Adams to de Beauvoir